# Negu Gorriak
Negu Gorriak (в переводе с баскского — «Суровые зимы», дословно — «Красные зимы») — баскская рок-группа, основанная в 1990 году в баскской провинции Гипускоа. Её творчество сильно повлияло на развитие рок-музыки как в Стране Басков, так и в Испании и Франции.
Группу основали братья Фермин и Иньиго Мугуруса (бывшие участники группы Kortatu) и Каки Аркарасо (M-Ak и Kortatu). Вскоре к ним присоединился Микель «Анестесиа» (гитарист группы Anestesia), а в 1991 году — Микель «BAP!!» (барабанщик группы BAP!!). Этот состав не менялся до распада группы в 1996 году.
Стиль Negu Gorriak был уникален: в своих песнях музыканты соединяли рэп, рок, панк-рок, регги и баскские народные мелодии.
Группа всегда занимала активную политическую позицию. Все участники группы выступали за независимость Страны Басков. Песни исполнялись на баскском языке и были посвящены в основном национальному освобождению. Чтобы не зависеть от продюсеров и звукозаписывающих компаний, музыканты создали самоуправляющийся лейбл Esan Ozenki. Басист и барабанщик участвовали в баскском движении гражданского неповиновения (исп. Insumisión). Negu Gorriak провела тур в Сальвадоре в поддержку леворадикального Фронта национального освобождения имени Фарабундо Марти. Первый же свой концерт она дала прямо напротив тюрьмы.
Скандально известна их песня Ustelkeria. Речь в ней идёт о подполковнике полиции, руководителе испанских «эскадронов смерти» GAL Энрике Родригесе Галиндо, которого подозревали в наркоторговле. В 1995 году Галиндо добился запрета песни и выплаты штрафа в 15 миллионов песет. В ответ на это была организована международная кампания солидарности с Negu Gorriak под названием Hitz egin! В концерте в поддержку группы приняли участие BAP!!, Nación Reixa, Хавьер Монтойя, Deabruak Teilatuetan, Ama Say, Su Ta Gar, Banda Bassotti, Anestesia, Kashbad, Baldin Bada, Dut, LinTon Taun, EH Sukarra, Etsaiak. В ходе этой кампании был издан и новый альбом группы, носивший то же название, что и скандальная песня — Ustelkeria, включавший демозаписи, концертные, редкие записи и миксы. В 2000 году, уже после распада группы и после приговорения Галиндо к 71 году заключения за похищения и убийства людей, Верховный суд Испании отменил решение суда в пользу Галиндо. В честь этого события в январе 2001 года группа дала серию прощальных концертов, на которых присутствовало более 30 000 человек.
Всего Negu Gorriak записала шесть альбомов. Лучшим из них считается третий — Borreroak Baditu Milaka Aurpegi.

## Дискография

### Альбомы,синглыимини-альбомы
| Альбомы     | Альбомы                                                                     | Альбомы         | Альбомы |
| ----------- | --------------------------------------------------------------------------- | --------------- | --- |
| Год         | Название                                                                    | Лейбл           | Примечания |
| 1990        | Negu Gorriak                                                                | Oihuka          | Первый альбом. Переиздан в 1996 году на Esan Ozenki с дополнительной песней Gaberako aterbea, исполнявшейся Микелем Лабоа (в исполнении Negu Gorriak впервые издана на трибьют-альбоме Txerokee, Mikel Laboaren Kantak).                |
| 1990        | Gora Herria                                                                 | Esan Ozenki     | Макси-сингл. Переиздан на CD в 1994 году с дополнительной песней Apatxe gaua. |
| 1993        | Borreroak Baditu Milaka Aurpegi                                             | Esan Ozenki     | Двойной LP. |
| 1994        | Hipokrisiari Stop! Bilbo 93-X-30                                            | Esan Ozenki     | Концертный альбом (запись 1993 года в Бильбао). |
| 1995        | Ideia Zabaldu                                                               | Esan Ozenki     | |
| 1996        | Ustelkeria                                                                  | Esan Ozenki     | Сборник демо, редких записей, миксов и вторых сторон пластинок. Первоначально распространялся только по почте. Переиздан в 1999 году для продажи.                                                                                       |
| 1996        | Salam, Agur                                                                 | Esan Ozenki     | Сборник кавер-версий песен BAP!!, Отиса Реддинга, The Who, Minor Threat, Боба Марли, Public Enemy, The Clash, Dead Kennedys и др. |
| Синглы и EP |                                                                             |                 | |
| Год         | Название                                                                    | Лейбл           | Примечания |
| 1990        | «Radio Rahim»                                                               | Oihuka          | Первый сингл группы. Записана только одна песня на стороне A. |
| 1990        | «Bertso-Hop» / Bertsolari Txapelketa nagusia 1986. Donostia. goizeko saioa. | Oihuka          | Последняя изданная пластинка на лейбле Oihuka. |
| 1990        | «Hator, hator» / «Oker dabiltza»                                            | Basati Diskak   | Эксклюзивный сингл для Basati Diskak. Песни Hator, hator и Oker dabiltza не были включены ни в один альбом до издания Ustelkeria в 1996 году.                                                                                           |
| 1991        | «NG, geurea da garaipena» / «Beste kolpe bat»                               | Esan Ozenki     | Первый сингл с альбома Gure Jarrera. Обе песни были включены в этот альбом. |
| 1991        | «Gora Herria (Remix)» / «Gora Herria»                                       | Esan Ozenki     | Ремикс песни Gora Herria (альбом Gure Jarrera) с Ману Чао, Хоном Майей и Хосебой Тапиа (группа Tapia eta Leturia). На стороне Б записан оригинальный трек.                                                                              |
| 1992        | «Lehenbiziko bala» / «Bisitari iraultzailea»                                | Esan Ozenki     | Второй сингл с альбома Gure Jarrera. Обе песни были включены в этот альбом. |
| 1993        | «Napartheid»                                                                | Esan Ozenki     | Сингл, посвящённый группе Napartheid. На стороне А — одноимённая песня в исполнении Negu Gorriak, на стороне Б — в исполнении Hamarrale Silveira eta Xabier eta Huajoloteak, специального проекта группы Kojón Prieto y los Huajolotes. |
| 1993        | «Borreroak baditu milaka aurpegi»                                           | Esan Ozenki     | Первый сингл с одноимённого альбома. Трек занимает всю сторону А и часть стороны Б. В записи принимал участие Хавьер Монтойя |
| 1993        | Itxurakeriari Stop Hipocrisy                                                | Esan Ozenki     | Второй сингл с альбома Borreroak Baditu Milaka Aurpegi с песнями Hipokrisiari stop! (Luis Mariano mix) и Euskaldunok eta zientzia (альбомная версия).                                                                                   |
| 1994        | «Apatxe gaua» / «Descendents del carrer»                                    | Esan Ozenki     | Совместный с Inadaptats сингл. Песня Apatxe gaua не была включена ни в один альбом до издания Ustelkeria в 1996 году. |
| 1994        | «Izokin euskaldun baten istorioa»                                           | IZ              | Сингл в поддержку Нафарроа Ойнес. |
| 1995        | «Hitz egin» / «Ipurbegia»                                                   | Esan Ozenki     | Первый сингл с альбома Ideia Zabaldu. |
| 1996        | Irabaziko dugu                                                              | Explicit Sounds | Совместный с BAP!! сингл. Negu Gorriak исполняет песню Salam Agur, а BAP!! — Zu. |

### Видео
| Видеоклипы | Видеоклипы                        | Видеоклипы                                            | Видеоклипы |
| ---------- | --------------------------------- | ----------------------------------------------------- | --- |
| Год        | Название                          | Режиссёр(ы)                                           | Примечания |
| 1991       | «Radio Rahim»                     | Маноло Хиль и Энрике Урданос                          | |
| 1991       | «Seinalea»                        | Маноло Хиль и Negu Gorriak                            | |
| 1991       | «Gora Herria»                     | Маноло Хиль и Negu Gorriak                            | |
| 1994       | «Borreroak baditu milaka aurpegi» | Маноло Хиль, Энрике Урданос и Negu Gorriak            | Видео к альбому Borreroak Baditu Milaka Aurpegi.                                                                             |
| 1994       | «Bi doberman beltz»               | Маноло Хиль                                           | Второе видео Borreroak Baditu Milaka Aurpegi.                                                                                |
| 1995       | «Hitz egin!»                      | Маноло Хиль и Negu Gorriak                            | Видео к кампании поддержки Hitz Egin!                                                                                        |
| 2005       | «Ez dut ezer esan nahi»           | Маноло Хиль                                           | Видео к DVD 1990-2001. |
| VHS и DVD  |                                   |                                                       | |
| Год        | Название                          | Лейбл                                                 | Примечания |
| 1991       | Herrera de la Mancha. 90-12-29    | Euskadiko Amnistiaren Aldeko Batzordeak / Esan Ozenki | Запись первого концерта группы. Включает также клип на песню Radio Rahim.                                                    |
| 1992       | Tour 91+1                         | Esan Ozenki                                           | |
| 1994       | Negu Gorriak Telebista            | Esan Ozenki                                           | |
| 1995       | Hitz Egin                         | Esan Ozenki                                           | VHS. Видео кампамии поддержки Hitz egin!                                                                                     |
| 2005       | Negu Gorriak: 1990 - 2001         | Metak                                                 | DVD. Включает все четыре VHS, все клипы и часть концертов 2001 года и аудиозапись концерта, прошедшего 23 февраля 2001 года. |